# سیارک ۸۰۶۵
سیارک ۸۰۶۵ (به انگلیسی: 8065 Nakhodkin، نامگذاری:1979FD3) هشت هزار و شصت و پنجمین سیارک کشف شده‌است که در ۳۱ مارس ۱۹۷۹ کشف شد.
قدر مطلق سیارک برابر ۱۴٫۳۰ است.